# 野口哲哉
野口 哲哉（のぐち てつや、1980年 - ）は、香川県出身の現代美術家。香川県立高松工芸高等学校を経て、2003年広島市立大学芸術学部油絵科卒業、2005年同大学院修了。 
鎧兜を着た人物をモチーフに、立体作品や絵画を制作している。作品は一見古びて見えるが、樹脂やアクリルなど現代的な素材で作られている。リアルな佇まいにペーソスやユーモアが入り混じった作風が特徴。作品には古典の引用や歴史の読み解きが頻繁に現われ、制作活動には学術的な一面もある。

## 主な個展
- 2008年「野口哲哉展」／TCAF2008
- 2011年「野口哲哉展」／ギャラリー玉英
- 2014年「野口哲哉展―野口哲哉の武者分類図鑑―」／練馬区立美術館／アサヒビール大山崎山荘美術館
- 2015年「The HISTORICAL ODYSSEY」／羽田空港 国際線ターミナル
- 2015年「SLEEP AWAY」／アートフェア東京2015
- 2015年「野口哲哉ノ作品展　別世界旅行」／ギャラリー玉英
- 2016年「Human silhouette」／アートフェア東京2016
- 2016年「Antique Human」／ギャラリー玉英
- 2017年「ドローイング展　〜鎧と鉛筆〜」／ギャラリー玉英
- 2017年「作品展　armored neighbor 〜鎧を着た隣人〜」／ギャラリー玉英
- 2018年「中世より愛をこめて」／ポーラミュージアムアネックス
- 2019年「鎧ノ中デ - 富山編 -」／森記念秋水美術館
- 2019年「This is not a Samurai」／Arsham Fieg Gallery
- 2021年「This is not a Samurai」／高松市美術館／群馬県立館林美術館／刈谷市美術館／山口県立美術館

## 主なグループ展
- 2007年「現代アーティストによるLE MONDE DE COCO―ココの世界」／シャネルネクサスホール
- 2008年「アートフェア東京」以降毎年出品
- 2009年「Parabiosis」／Soka Art Center(台湾の「索卡芸術」)
- 2009年「医学と芸術：生命(いのち)と愛の未来を探る」／森美術館
- 2010年「BASARA」展／スパイラルガーデン
- 2015年「茶の湯 釜の美」／泉屋博古館 分館
- 2016年「再発見！ニッポンの立体」／群馬県立館林美術館／静岡県立美術館／三重県立美術館
- 2017年「CROSS POINT 交差する視線ー20の表現」／香川県立ミュージアム
- 2018年「集え！英雄豪傑たち　浮世絵、近代日本画にみるヒーローたち」／横須賀美術館
- 2020年「ART in LIFE, LIFE and BEAUTY」／サントリー美術館

## その他の活動
- 2011年「稼働する事」／芝浦工業大学　メインビジュアル
- 2014年「Happy children’s day」／Audi Forum Tokyo
- 2017年「長野大学」／長野新聞　広告

## 出版
- 2014年「野口哲哉ノ作品集　侍達ノ居ル処。」／青幻舎 （ISBN 978-4-86152-429-5）
- 2017年より 隔月刊誌「猫びより」／辰巳出版　見開きコラム「昔の猫、昔の人」連載中
- 2018年「野口哲哉作品集　〜中世より愛をこめて〜 From Medieval with Love」／求龍堂 （ISBN 978-4763018182）

## 関連人物
- 藤本正行 「侍達ノ居ル処」に寄稿